# 97 (číslo)
Devadesát sedm je přirozené číslo. Následuje po číslu devadesát šest a předchází číslu devadesát osm. Řadová číslovka je devadesátý sedmý nebo sedmadevadesátý. Římskými číslicemi se zapisuje XCVII.

## Matematika
- 97 je největší dvouciferné prvočíslo
- 97 je šťastné číslo
- 97 je součet dvou Fibonacciho čísel (89+8=97)

## Chemie
- 97 je atomové číslo prvku berkelium
- 97 je nukleonové číslo nejstabilnějšího izotopu technecia

## Roky
- 97
- 97 př. n. l.